# Inam al-Sudani
Inam al-Sudani Khazaal (* 18. August 1992) ist eine ehemalige irakische Leichtathletin, die sich auf den Mittelstreckenlauf spezialisiert hat.

## Sportliche Laufbahn
Erste internationale Erfahrungen sammelte Inam al-Sudani im Jahr 2009, als sie bei den Hallenasienspielen in Hanoi in 4:51,48 min den achten Platz im 1500-Meter-Lauf belegte und ihr Rennen über 800 Meter nicht beenden konnte. Zudem erreichte sie mit der irakischen 4-mal-400-Meter-Staffel in 3:59,01 min den vierten Platz. Im Jahr darauf nahm sie an den Asienspielen in Guangzhou teil und schied dort im 800-Meter-Lauf mit 2:09,62 min in der ersten Runde aus und belegte mit der 4-mal-400-Meter-Staffel in 3:45,44 min den fünften Platz, während sie mit der 4-mal-100-Meter-Staffel mit 47,46 s im Vorlauf ausschied. 2011 konnte sie bei den Asienmeisterschafte in Kōbe ihr Rennen über 800 Meter nicht beenden und wurde mit der 4-mal-400-Meter-Staffel wegen eines Dopingverstoßes einer Teamkollegin disqualifiziert. Anschließend schied sie bei der Sommer-Universiade in Shenzhen mit 2:09,44 min über 800 Meter in der Vorrunde aus und gelangte im 5000-Meter-Lauf nicht ins Ziel. Ende Oktober wurde sie bei den Panarabischen Spielen in al-Ain in 2:11,68 min und 4:30,75 min über 800 und 1500 Meter jeweils Siebte. 2012 bestritt sie in Dubai ihren letzten Wettkampf und beendete daraufhin ihre aktive sportliche Karriere im Alter von nur 20 Jahren.
2012 wurde al-Sudani irakische Meisterin im 800- und 1500-Meter-Lauf sowie auch über 5000 Meter.

## Persönliche Bestleistungen
- 800 Meter: 2:07,08 min, 20. September 2010 in Aleppo
- 1500 Meter: 4:30,75 min, 29. Oktober 2011 in al-Ain
  - 1500 Meter (Halle): 4:51,48 min, 31. Oktober 2009 in Hanoi
- 5000 Meter: 18:05,4 min, 25. April 2012 in Bagdad